# Busalla
Busalla is een gemeente in de Italiaanse provincie Genua (regio Ligurië) en telt 5943 inwoners (31-12-2004). De oppervlakte bedraagt 17,1 km², de bevolkingsdichtheid is 351 inwoners per km².
De volgende frazioni maken deel uit van de gemeente: Camarza, Sarissola, Inagea, Salvarezza.

## Demografie
Busalla telt ongeveer 2643 huishoudens. Het aantal inwoners daalde in de periode 1991-2001 met 6,8% volgens cijfers uit de tienjaarlijkse volkstellingen van ISTAT.
| Jaar | Inwoneraantal |
| ---- | ------------- |
| 1991 | 6414          |
| 2001 | 5978          |

## Geografie
De gemeente ligt op ongeveer 358 meter boven zeeniveau.
Busalla grenst aan de volgende gemeenten: Crocefieschi, Fraconalto (AL), Isola del Cantone, Mignanego, Ronco Scrivia, Savignone, Vobbia.

## Externe link

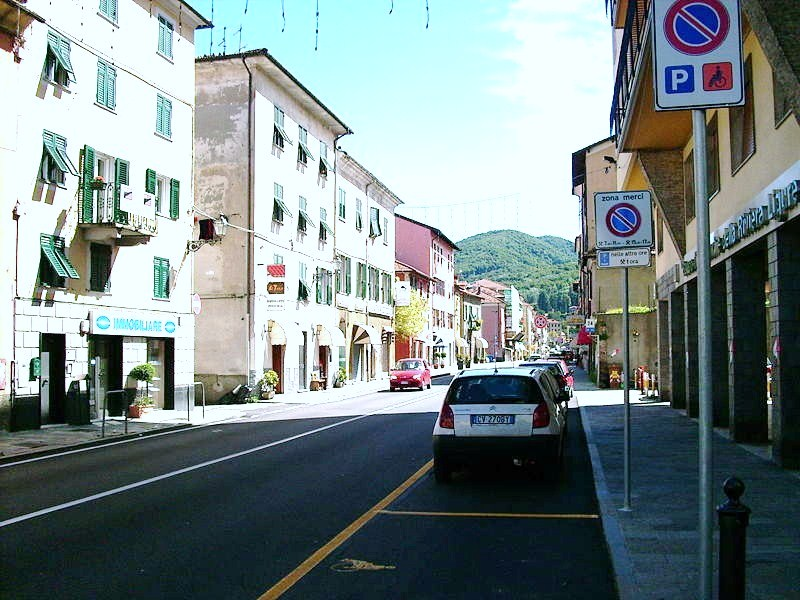
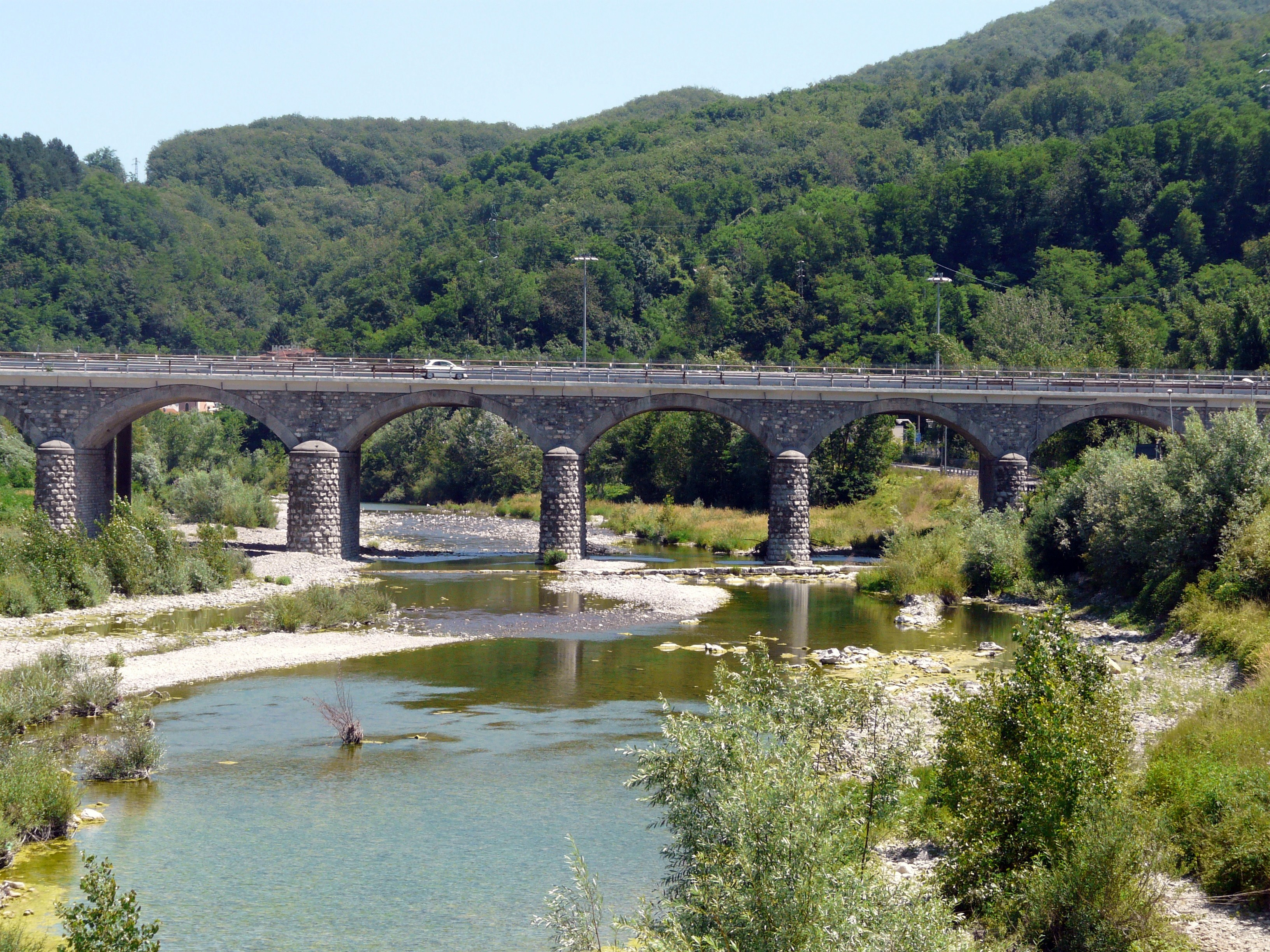
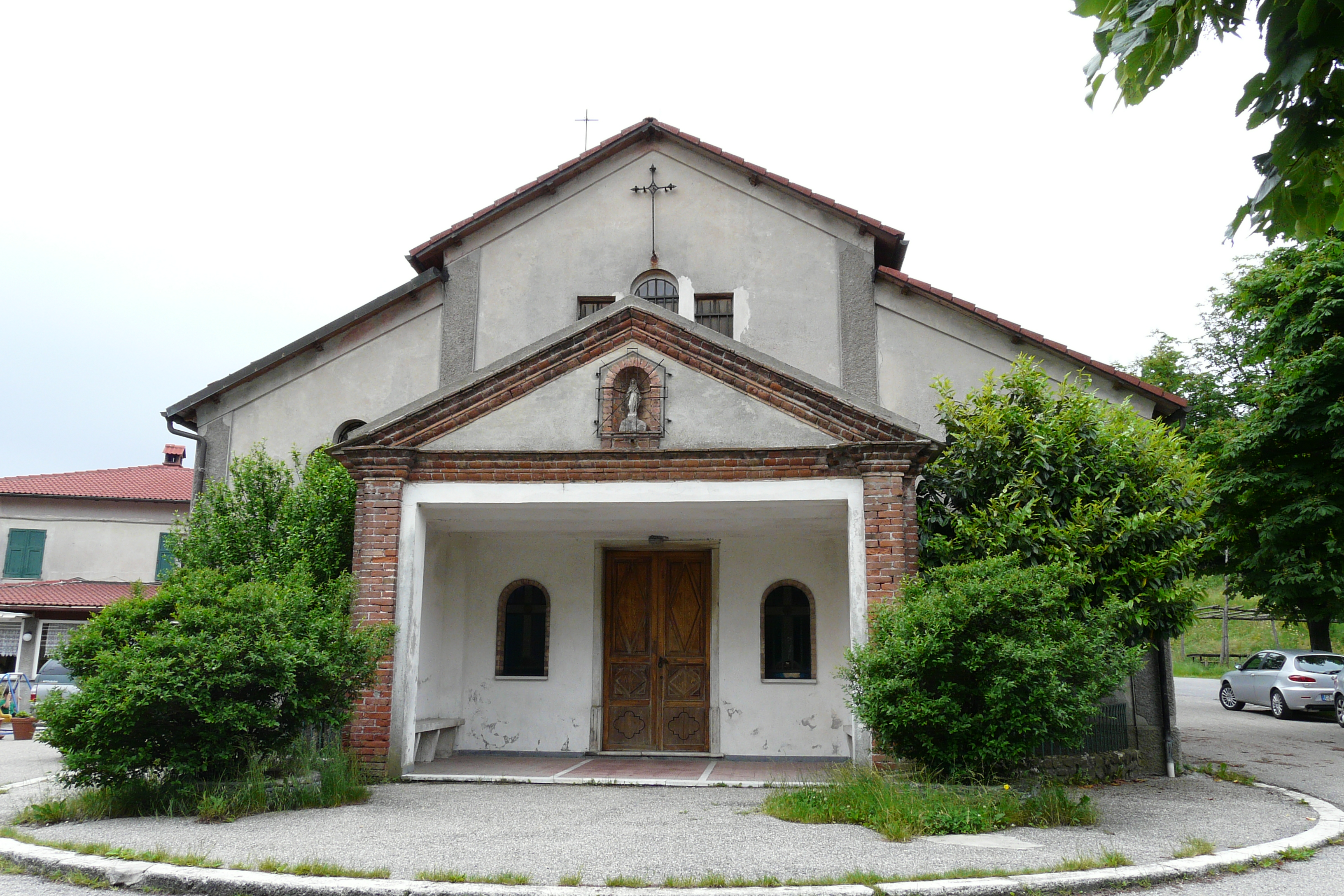
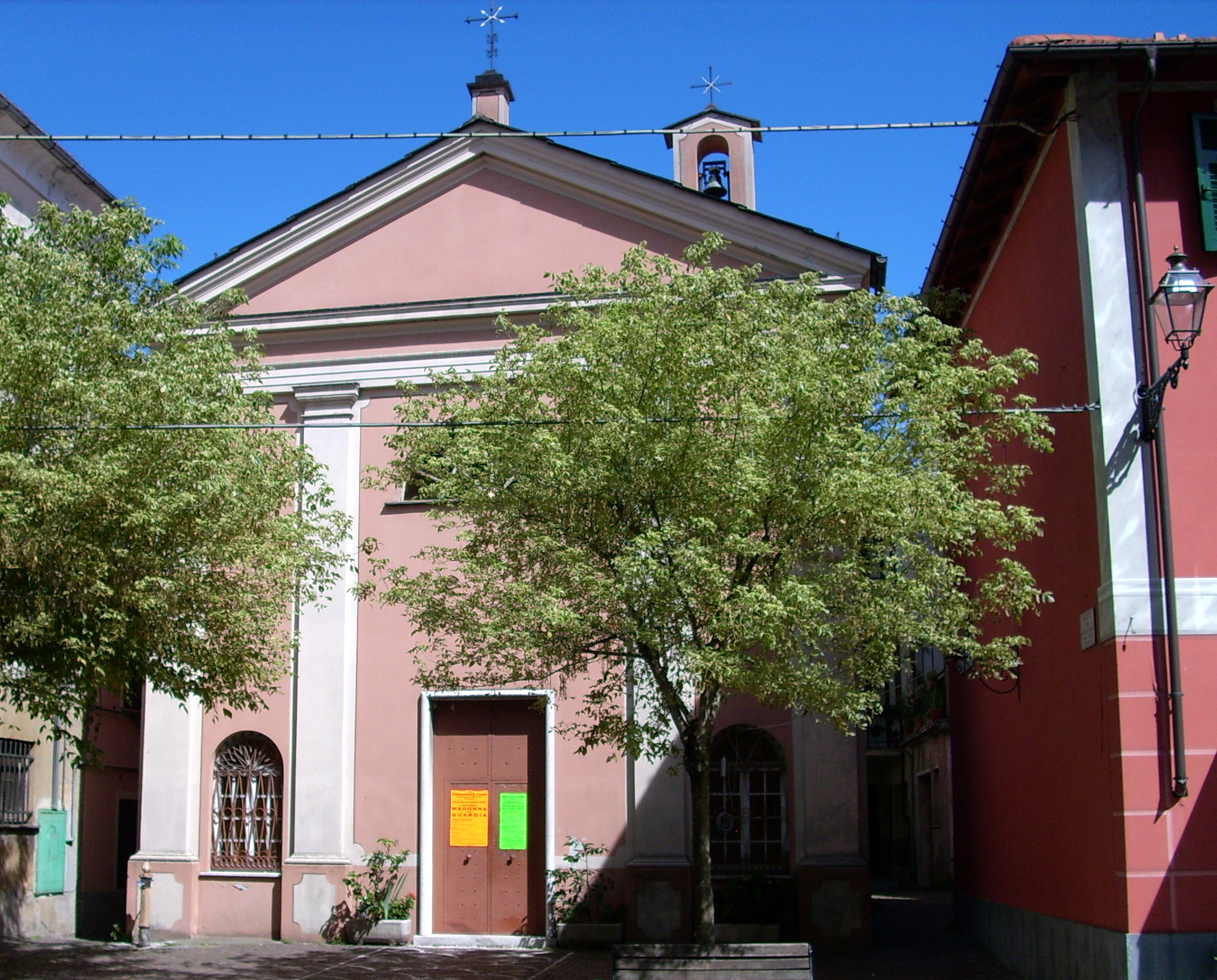
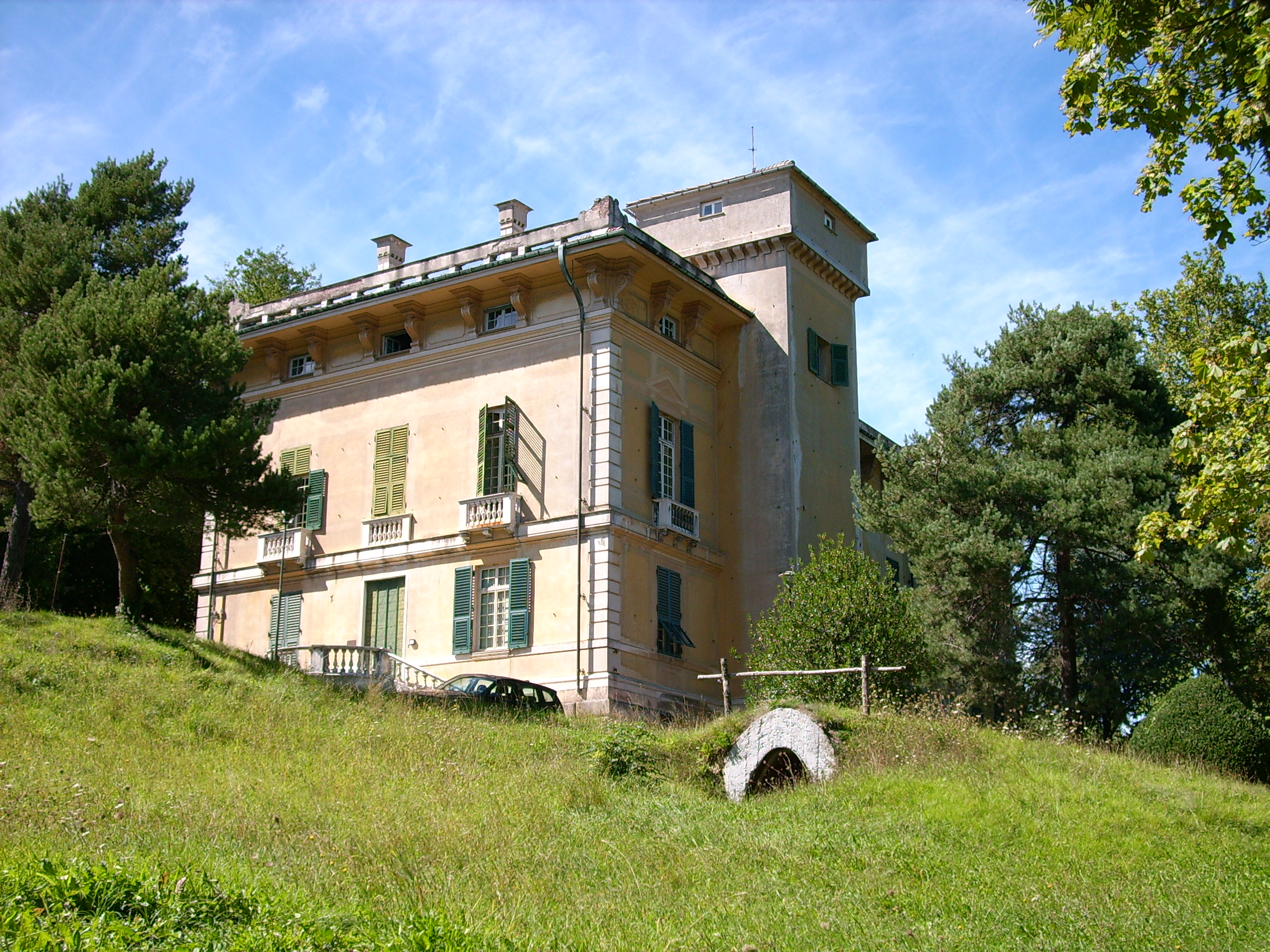
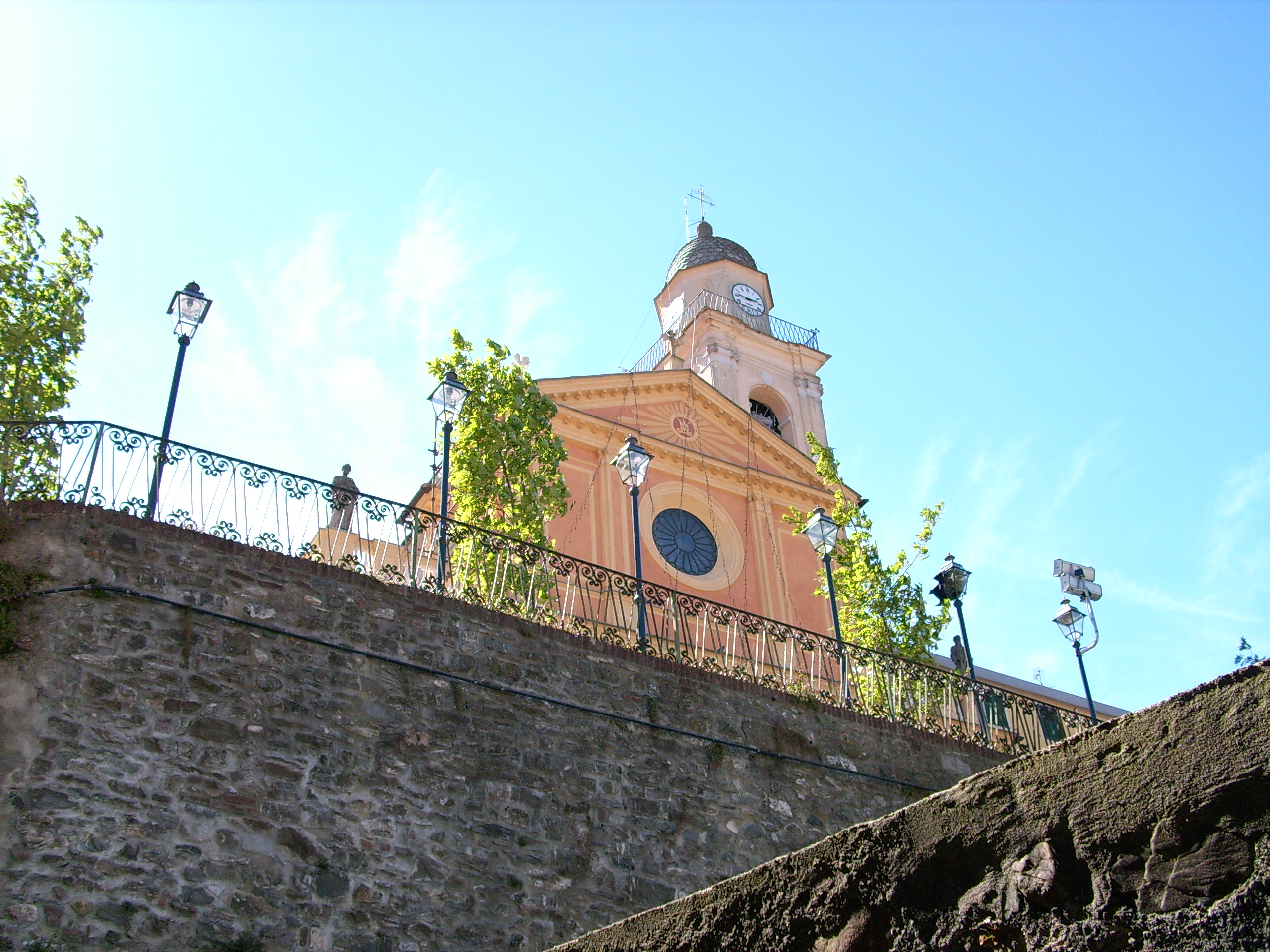
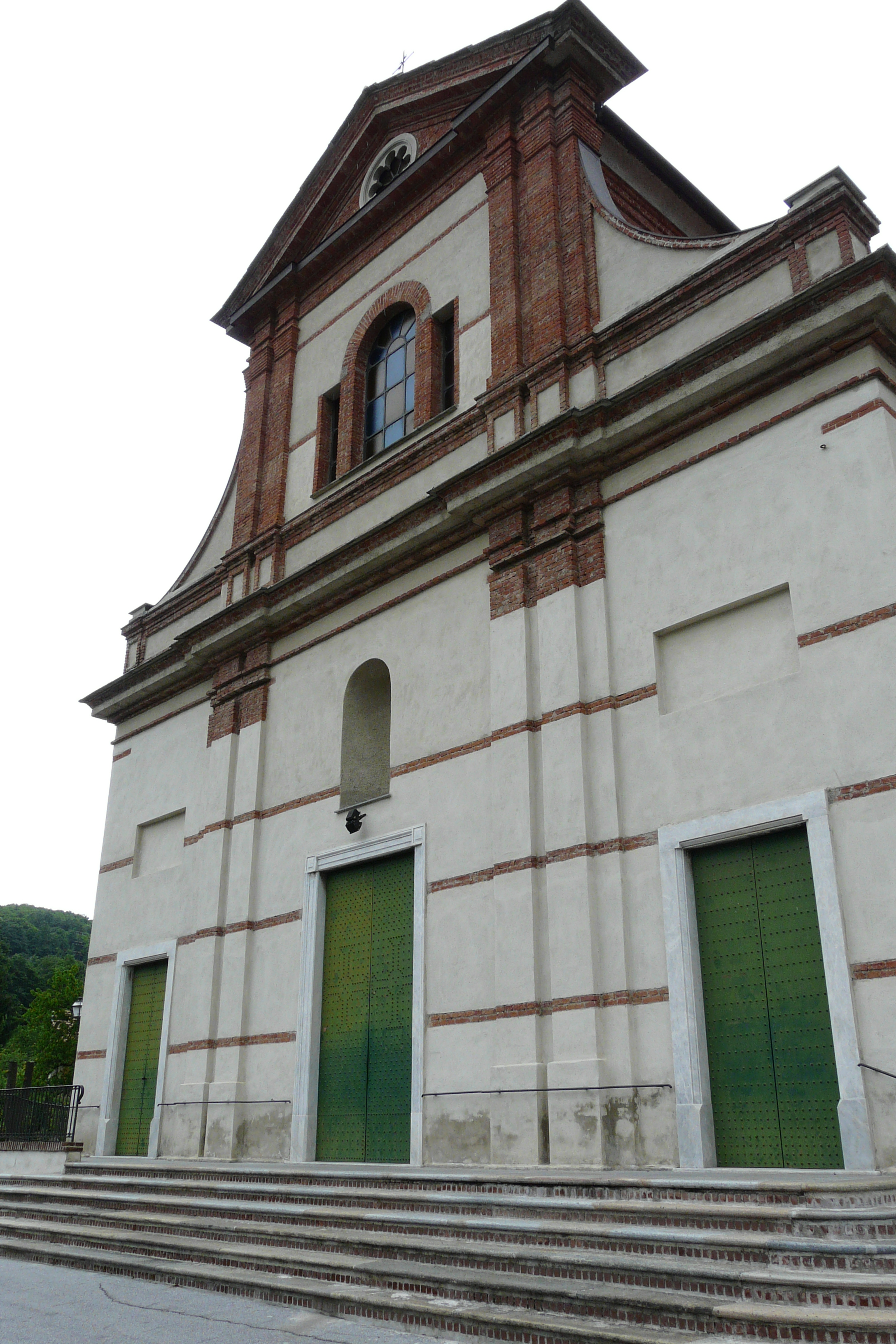
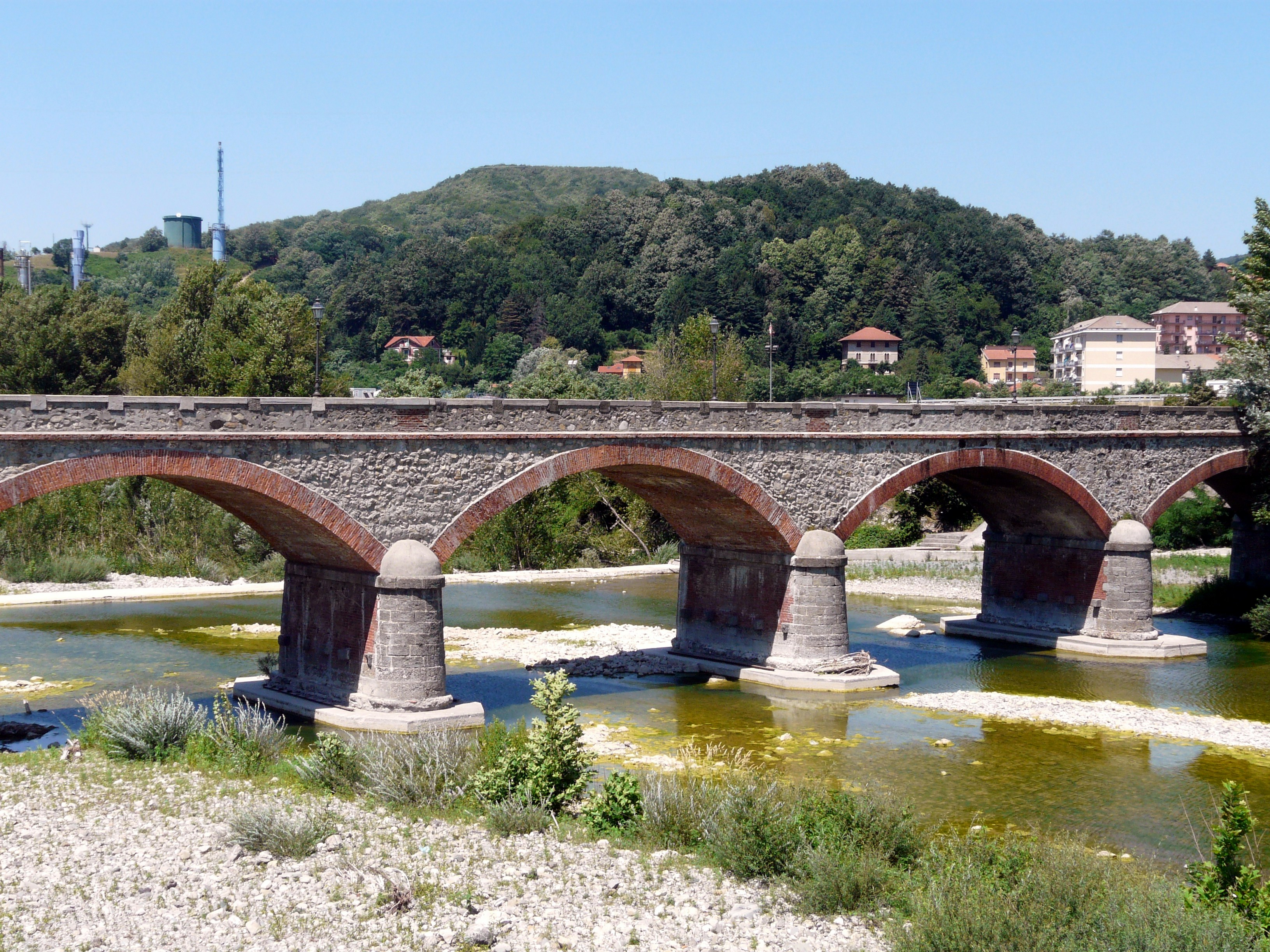
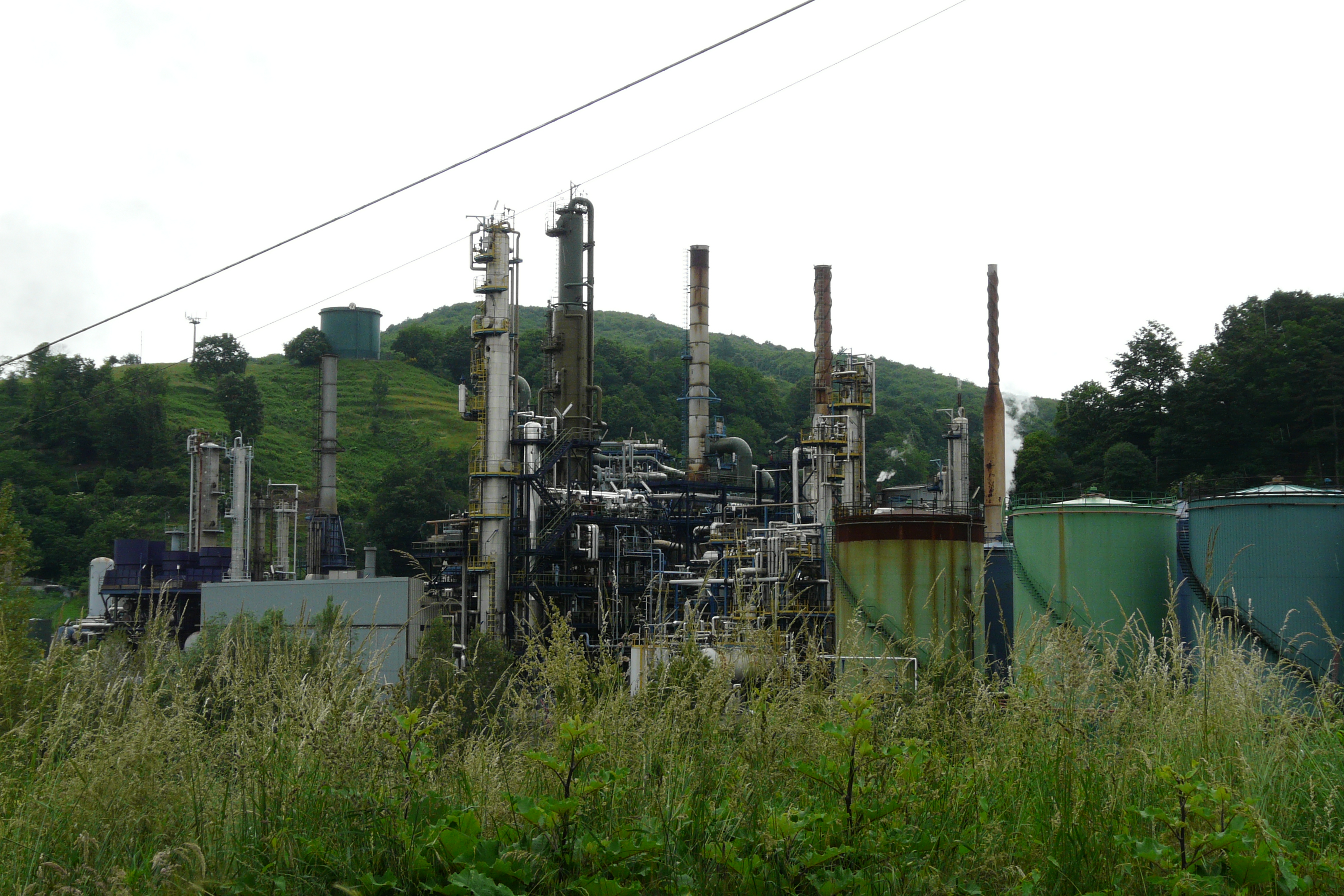
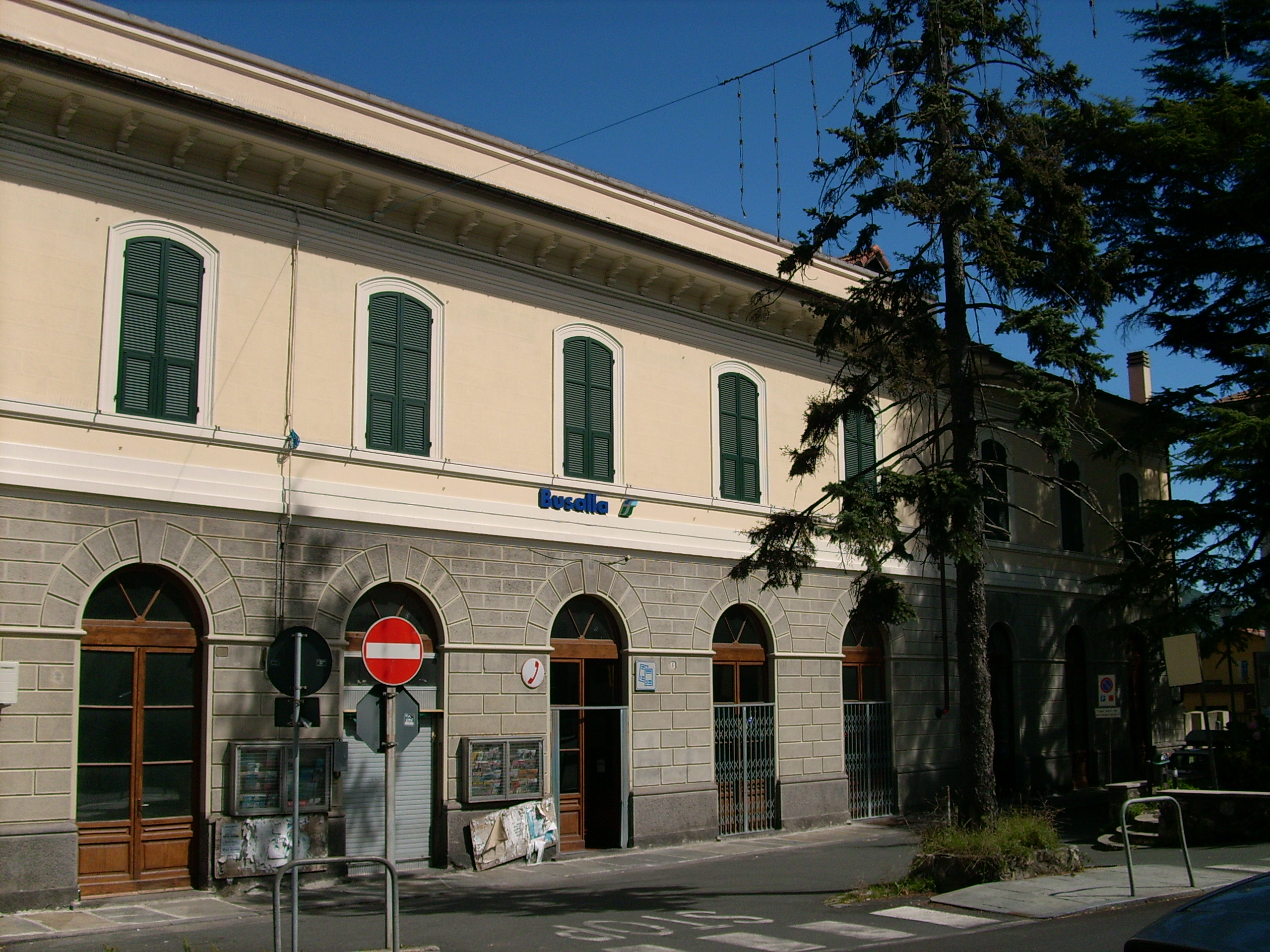
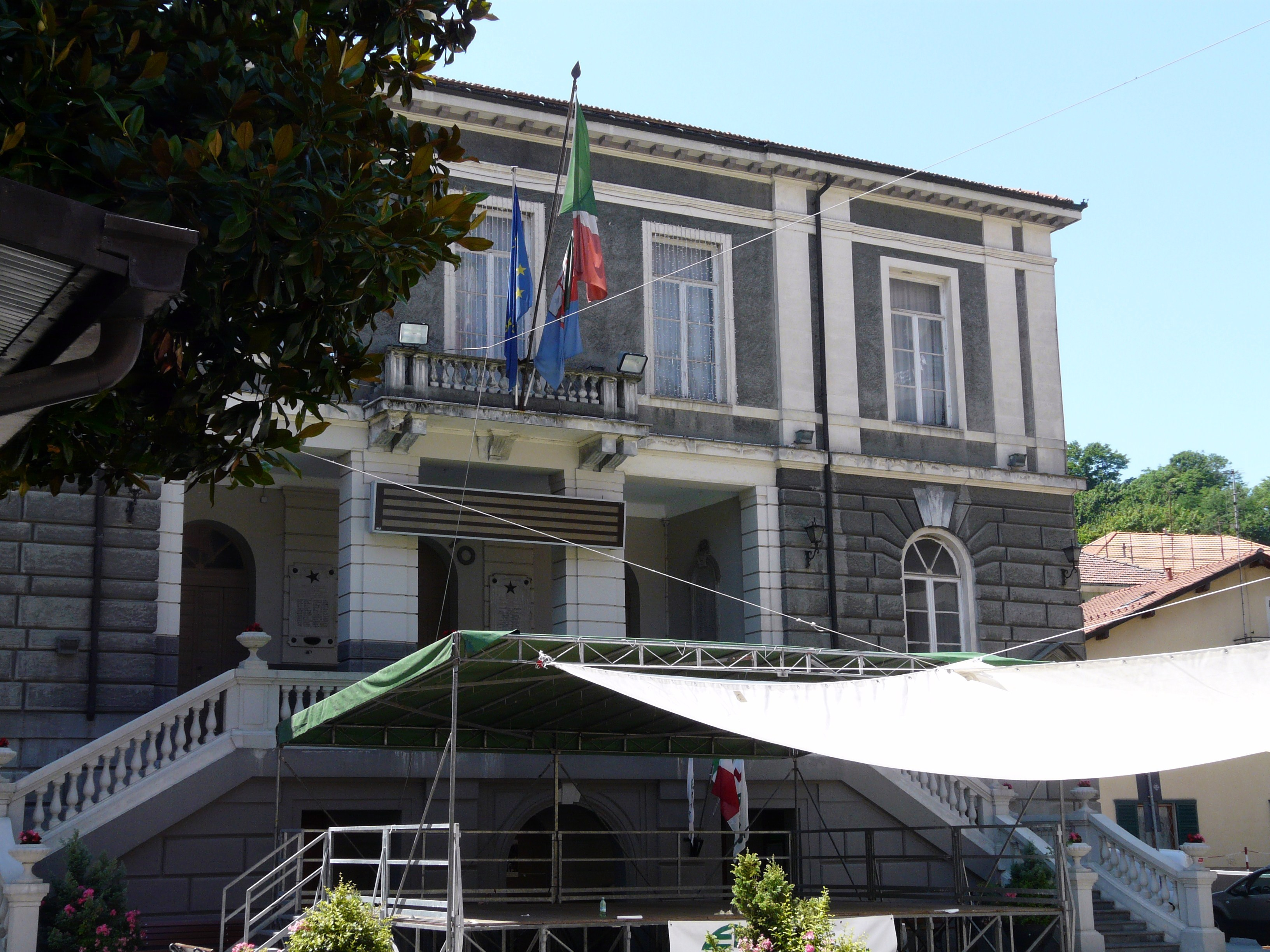